# Gnojnik (gemeente)
De gemeente Gnojnik is een landgemeente in het Poolse woiwodschap Klein-Polen, in powiat Brzeski.
De zetel van de gemeente is in Gnojnik.
Op 30 juni 2004 telde de gemeente 7220 inwoners.

## Oppervlaktegegevens
In 2002 bedroeg de totale oppervlakte van gemeente Gnojnik 54,89 km², waarvan:
- agrarisch gebied: 74%
- bossen: 19%

De gemeente beslaat 9,3% van de totale oppervlakte van de powiat.

## Demografie
Stand op 30 juni 2004:
| Omschrijving                   | Totaal | Totaal | Vrouwen | Vrouwen | Mannen | Mannen |
| ------------------------------ | ------ | ------ | ------- | ------- | ------ | ------ |
| eenheid                        | aantal | %      | aantal  | %       | aantal | %      |
| inwoners                       | 7220   | 100    | 3640    | 50,4    | 3580   | 49,6   |
| bevolkingsdichtheid (inw./km²) | 131,5  | 131,5  | 66,3    | 66,3    | 65,2   | 65,2   |

In 2002 bedroeg het gemiddelde inkomen per inwoner 1369,04 zł.

## Administratieve plaatsen (sołectwo)
Biesiadki, Gnojnik, Gosprzydowa, Lewniowa, Uszew, Zawada Uszewska, Żerków.

## Aangrenzende gemeenten
Brzesko, Czchów, Dębno, Lipnica Murowana, Nowy Wiśnicz